# Liste der portugiesischen Botschafter in Somalia
Die Liste der portugiesischen Botschafter in Somalia listet die Botschafter der Republik Portugal in Somalia auf. 
Der erste Botschafter Portugals akkreditierte sich 1983 in der somalischen Hauptstadt Mogadischu. Eine eigene Botschaft eröffnete Portugal dort nicht, das Land gehört zum Amtsbezirk des Portugiesischen Botschafters in Äthiopien (bis 2002 des Portugiesischen Botschafters in Ägypten), der dazu in Somalia zweitakkreditiert wird (Stand 2019).

## Missionschefs
| Name                                             | Bild    | Amtszeit  | Anmerkungen                                                                 |
| Somalia                                          | Somalia | Somalia   | Somalia                                                                     |
| ------------------------------------------------ | ------- | --------- | --------------------------------------------------------------------------- |
| Constantino Ribeiro Vaz                          |         | ab 1983   | Botschafter mit Amtssitz Kairo, am 3. April 1983 in Mogadischu akkreditiert |
| José Manuel Waddington de Matos Parreira         |         | ab 1984   | Botschafter mit Amtssitz Kairo                                              |
| Francisco António Borges Grainha do Vale         |         | ab 1988   | Botschafter mit Amtssitz Kairo                                              |
| Eduardo Fernando Street Manoel Nunes de Carvalho |         | ab 1993   | Botschafter mit Amtssitz Kairo                                              |
| Manuel Nuno Tavares de Sousa                     |         | ab 1998   | Botschafter mit Amtssitz Kairo                                              |
| Luís Filipe de Mendonça Cristina de Barros       |         | ab 2002   | Botschafter mit Amtssitz Addis Abeba                                        |
| Fernando da Silva Gouveia Coelho                 |         | 2006      | Übergangs-Geschäftsträger am Amtssitz Addis Abeba                           |
| Vera Maria Fernandes                             |         | ab 2006   | Botschafterin mit Amtssitz Addis Abeba                                      |
| António Luís Peixoto Cotrim                      |         | ab 2011   | Botschafter mit Amtssitz Addis Abeba                                        |
| Afonso Henriques Abreu de Azeredo Malheiro       |         | ab 2015   | Botschafter mit Amtssitz Addis Abeba                                        |
| Helena Maria Rodrigues Fernandes Malcata         |         | seit 2018 | Botschafterin mit Amtssitz Addis Abeba                                      |